# Ruta europea E69

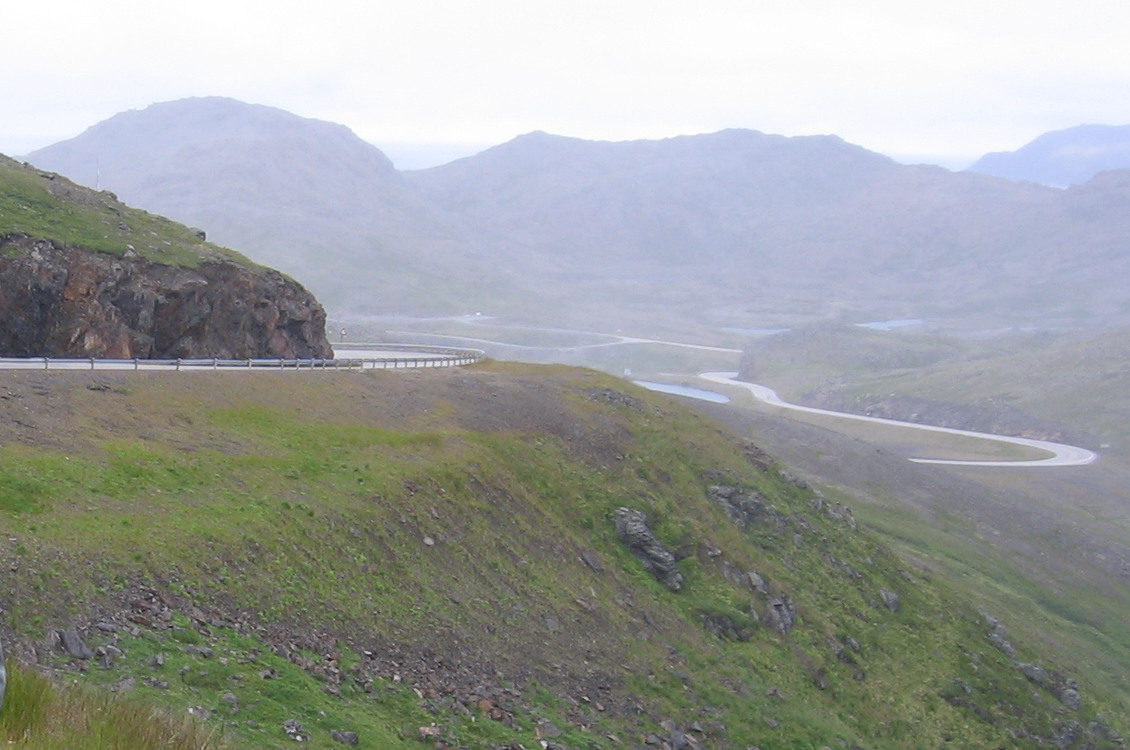
L'E69 a Magerøya.

La Ruta europea E69 forma part de la Xarxa de carreteres europees. Comença a Olderfjord, (Troms), (Noruega i finalitza al Cap Nord, al nord de Noruega. La carretera té 129 km (80 milles) de llarg. Conté cinc túnels, amb un total de 15,5 km (9.6 milles). El més llarg, el túnel del Cap Nord, fa 6,9 km (4.3 milles) de llarg i assoleix els 212 m (696 peus) sota el nivell del mar. Té una orientació de nord a sud.
Durant els mesos d'hivern, la part més al nord de la carretera (Skarsvåg-Cap Nord) només està disponible per als combois, conduint a hores fixades, si el temps ho permet.
L'E69 és la carretera més al nord del món amb connexions amb una important xarxa de carreteres internacionals. Les carreteres més al nord en llocs com Svalbard i Groenlàndia són aïllades i curtes.

## Història

### Numeració de rutes
En la primera versió de l'actual xarxa de carreteres E establerta el 1975, l'E69 era una carretera més llarga i completament diferent, des de Varsòvia fins a Wiener Neustadt passant per Piotrków, Katowice, Český Těšín, Žilina, Trenčín, Piešťany i Bratislava. Aquesta ruta forma part actualment de l'E75, i en aquest temps, l'E75 passava per Cracòvia i Banská Bystrica, que ara forma part de l'E77. Més tard es va modificar al sud de Mattersburg. En lloc de Wiener Neustadt, va anar més al sud, tocant Oberpullendorf i Oberwart seguint la ruta austríaca 50, que acabava a l'E66. Aquesta versió mai va ser senyalitzada a les carreteres, al seu lloc es va implementar una versió modificada amb l'E75 en aquesta ruta. A la versió antiga de la xarxa de carreteres E establerta el 1950, l'E69 anava entre Ålesund i Dombås a Noruega, ara E136.
La carretera cap al Cap Nord va ser planificada l'any 1975 com a carretera E45, més tard E47, anant de Lübeck-Helsingborg-Oslo-Trondheim-Olderfjord al Cap Nord. Noruega i Suècia volien mantenir l'antic número E6 a la major part d'aquesta carretera i ho van aconseguir després d'uns anys de negociació. L'any 1992, l'E69 va obtenir la seva numeració actual. Abans d'això, la carretera era la número 95 a Noruega. Des de llavors, no té cap número nacional diferenciat.

### Història de la construcció
La carretera Olderfjord–Honningsvåg es va planificar a la dècada de 1930, sobretot després d'una reunió pública a Honningsvåg el 1934, com a mitjà per atraure el turisme per compensar la pèrdua dels lucratius drets de pesca, poc després que la zona tingués la primera connexió per carretera amb el sud de Noruega. Es va establir una línia de ferri entre Russenes prop de Olderfjord i Honningsvåg, a una distància d'uns 70 quilòmetres (43 milles, 38 milles nàutiques). La carretera entre Honningsvåg i Cap Nord es va obrir el 1956. El 1968, la carretera es va ampliar fins a un nou punt de ferri a Kåfjord, i el ferri a Honningsvåg es va escurçar fins als 15 quilòmetres (9.3 milles, 8.1 milles nàutiques).
El túnel del Cap Nord i el túnel de Honningsvåg es van obrir el 1999, eliminant així el ferri. Des d'aleshores fins al 29 de juny de 2012, el túnel del Cap Nord i els túnels adjacents van ser de peatge.
El túnel de Skarvberg (Noruega) prop de l'extrem sud de l'E69 es va obrir el 1968 i va ser un coll d'ampolla. Tenia en part només 4,7 metres (15 peus) d'amplada, de manera que els vehicles amples no podien utilitzar-lo al mateix temps en direccions oposades, i hi havia perill d'esllavissades a la zona. No obstant això, s'estava construint un nou túnel el 2019–2022 que es va obrir el març de 2023, escurçant la ruta en 2 km.

## Galeria

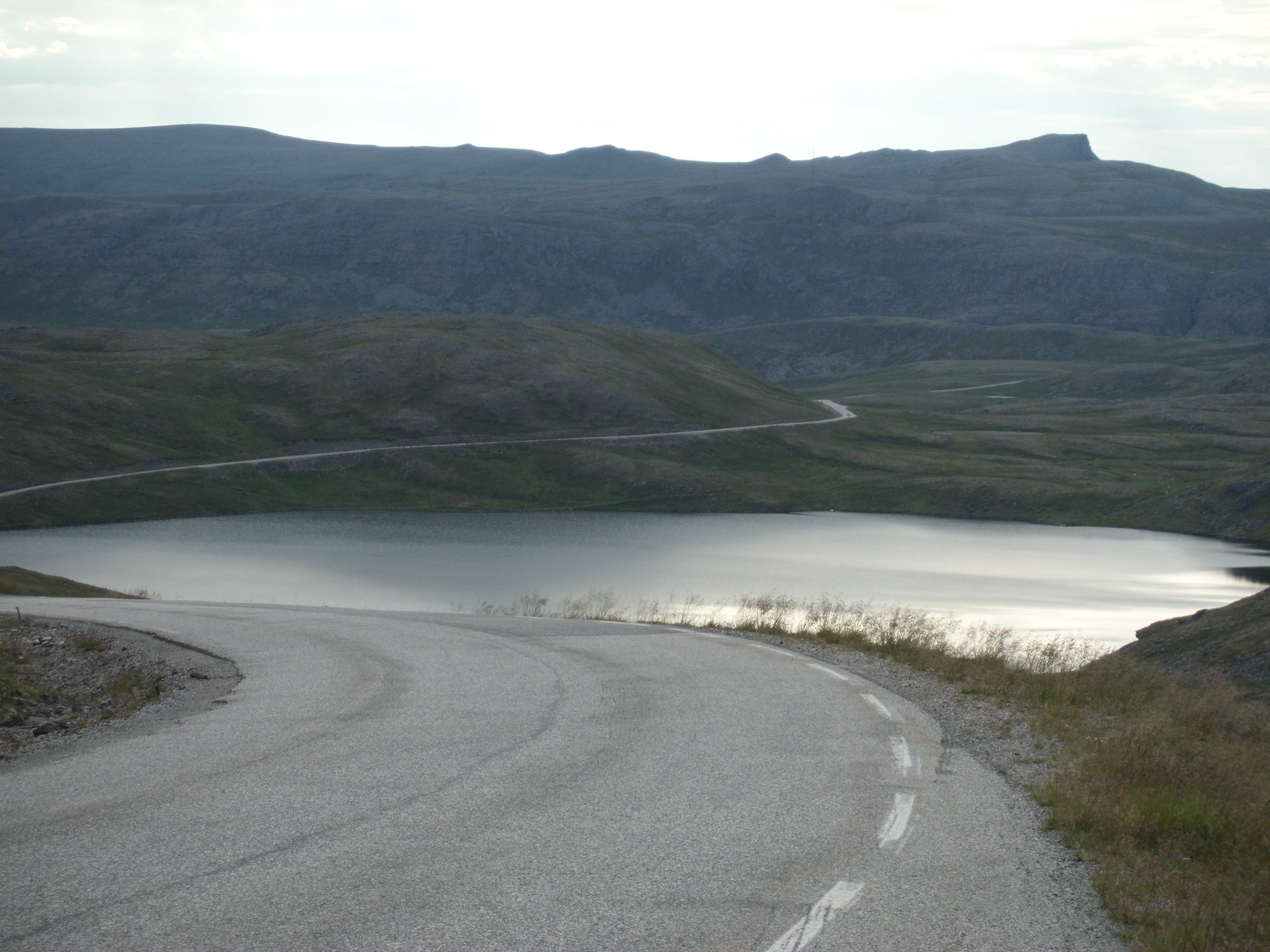
Entre el Cap Nord i Honningsvåg al tram del llac Kjeftavatnet
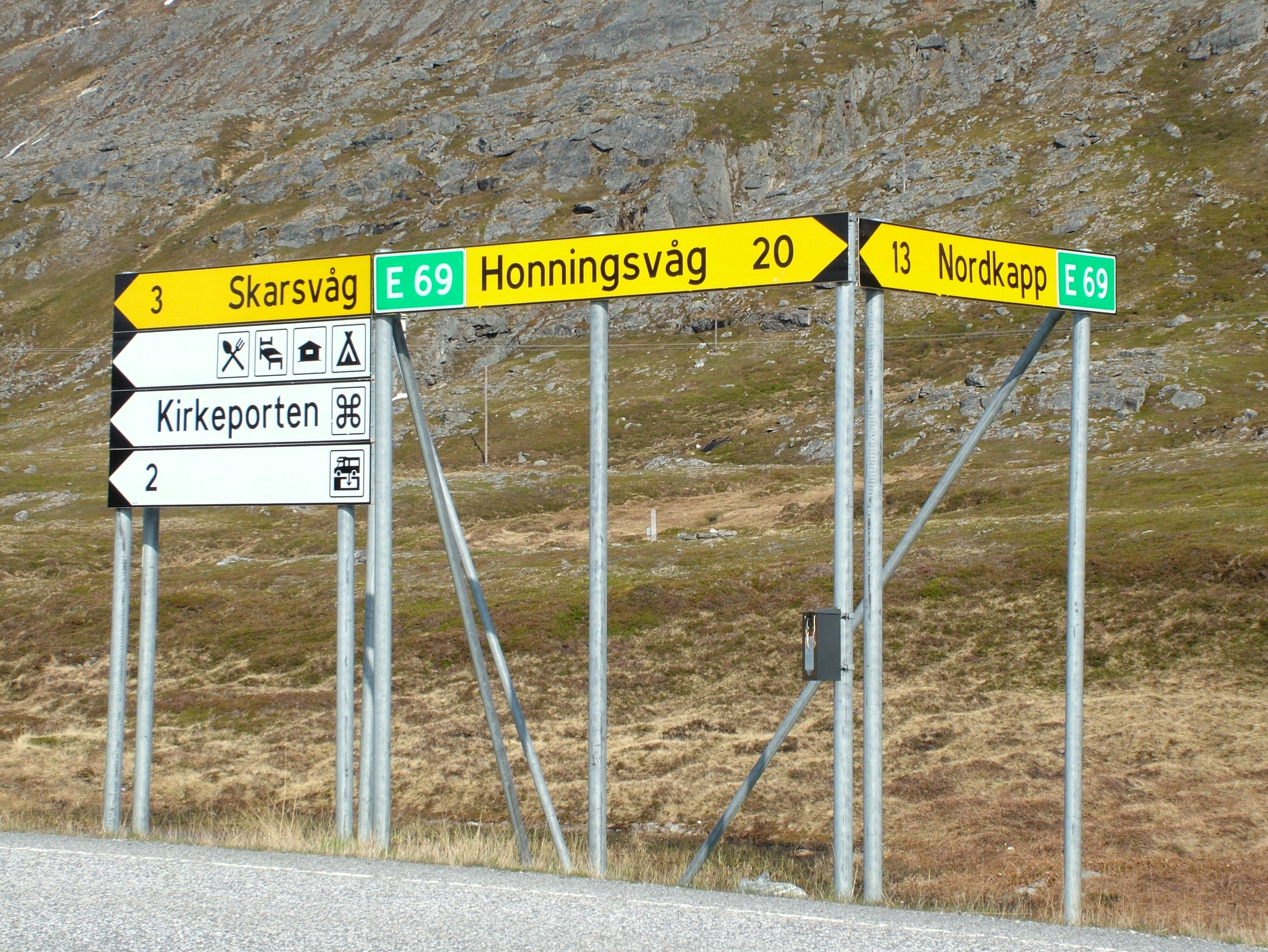
La E69 entre el Cap Nord i Honningsvåg a la intersecció en sentit cap a Skarsvåg
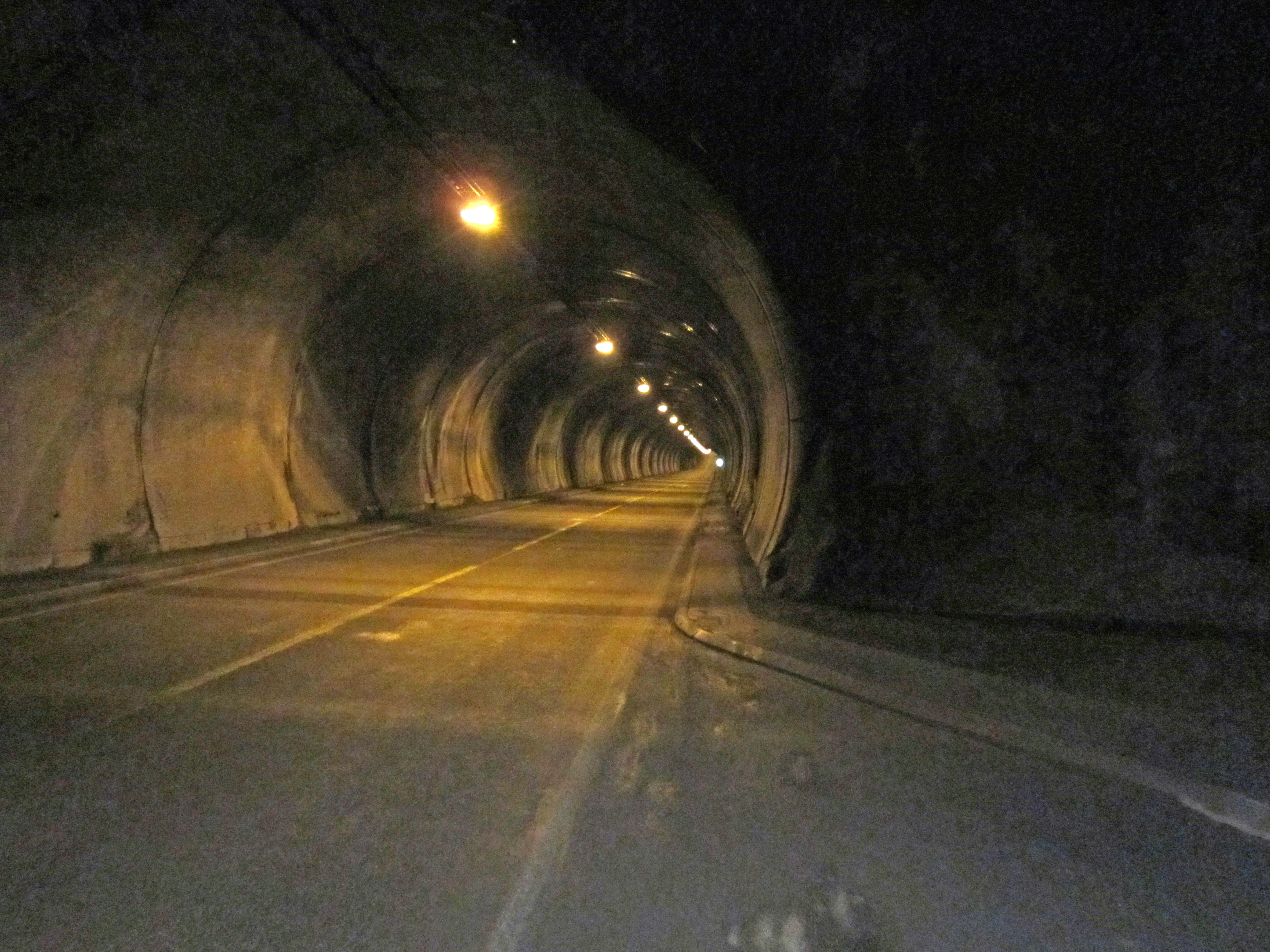
El túnel del Cap Nord connectant l'illa Magerøya i el continent
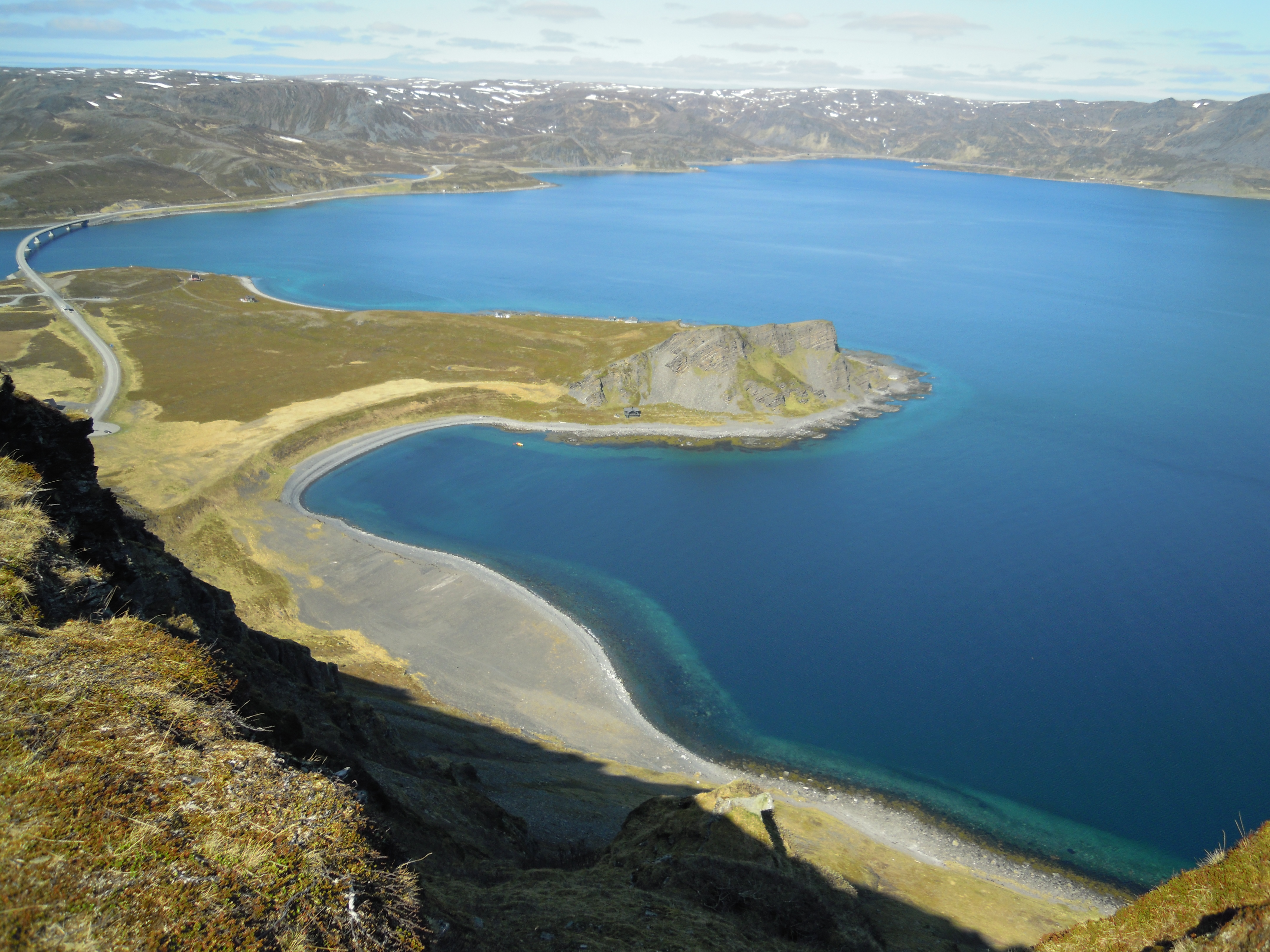
Vista de la E69 en direcció nord-sud de l'illa de Magerøya
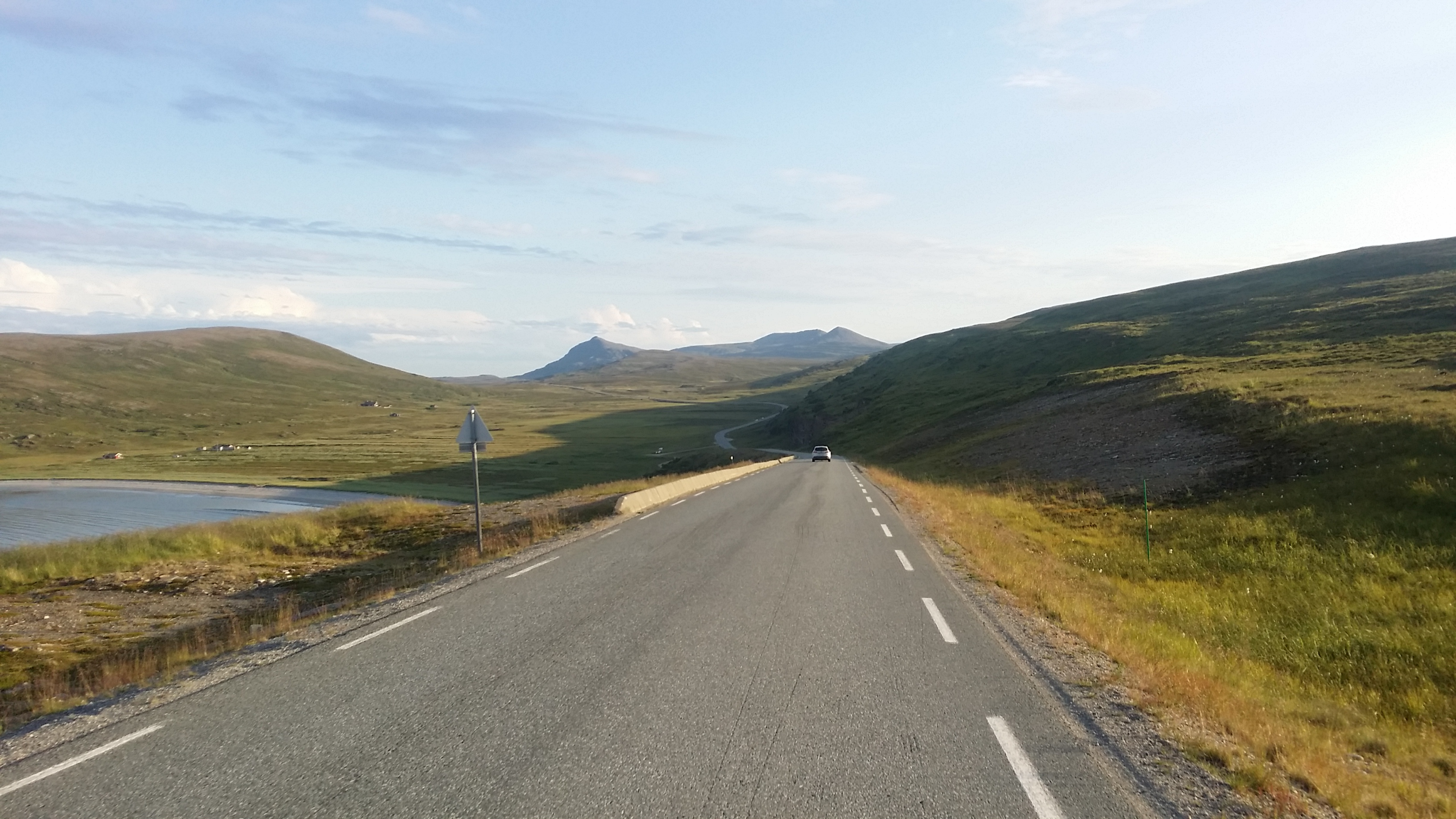
La E69 en el continent a proximitat del poble de Porsangvika
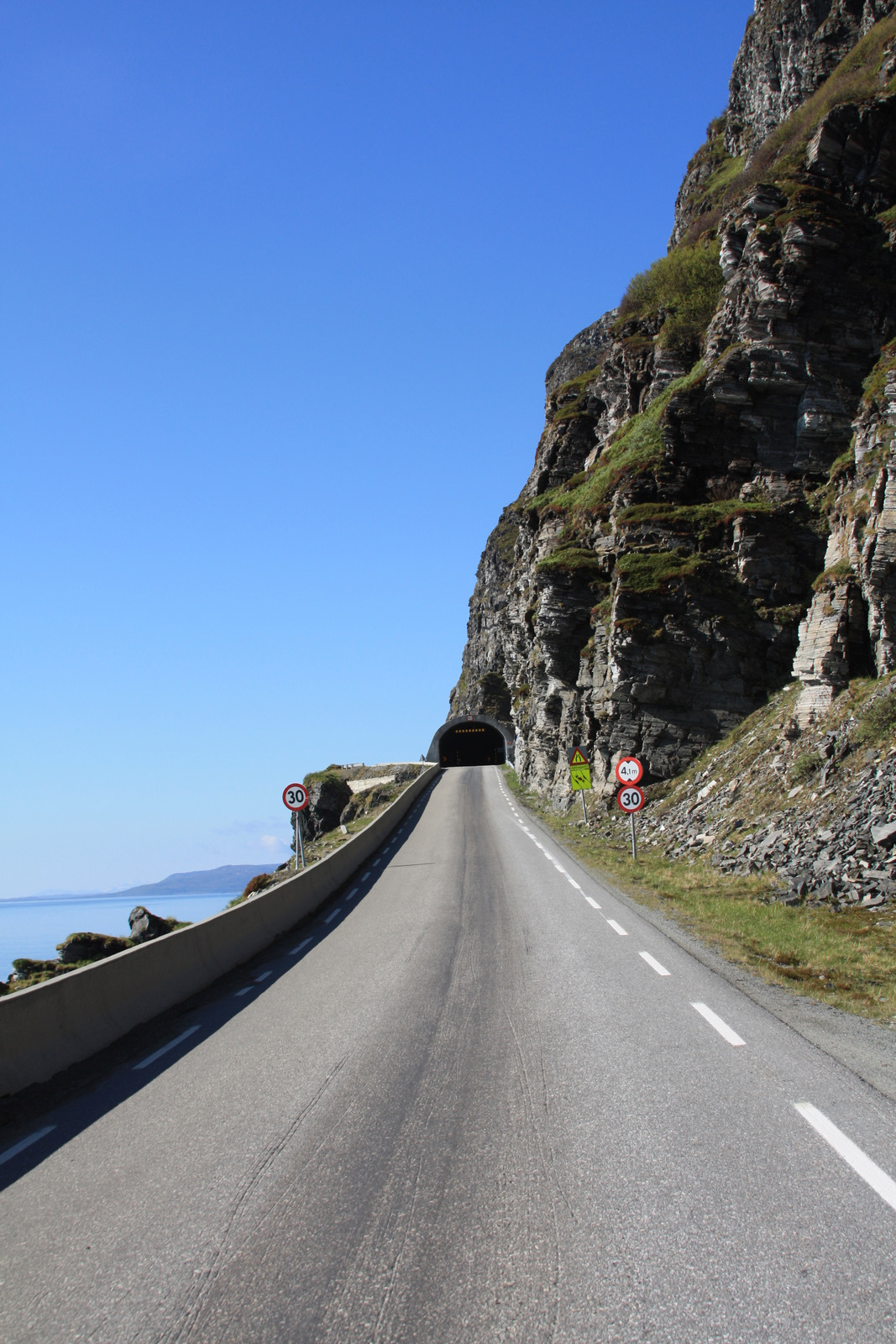
Entrada nord del túnel de Skarvberg
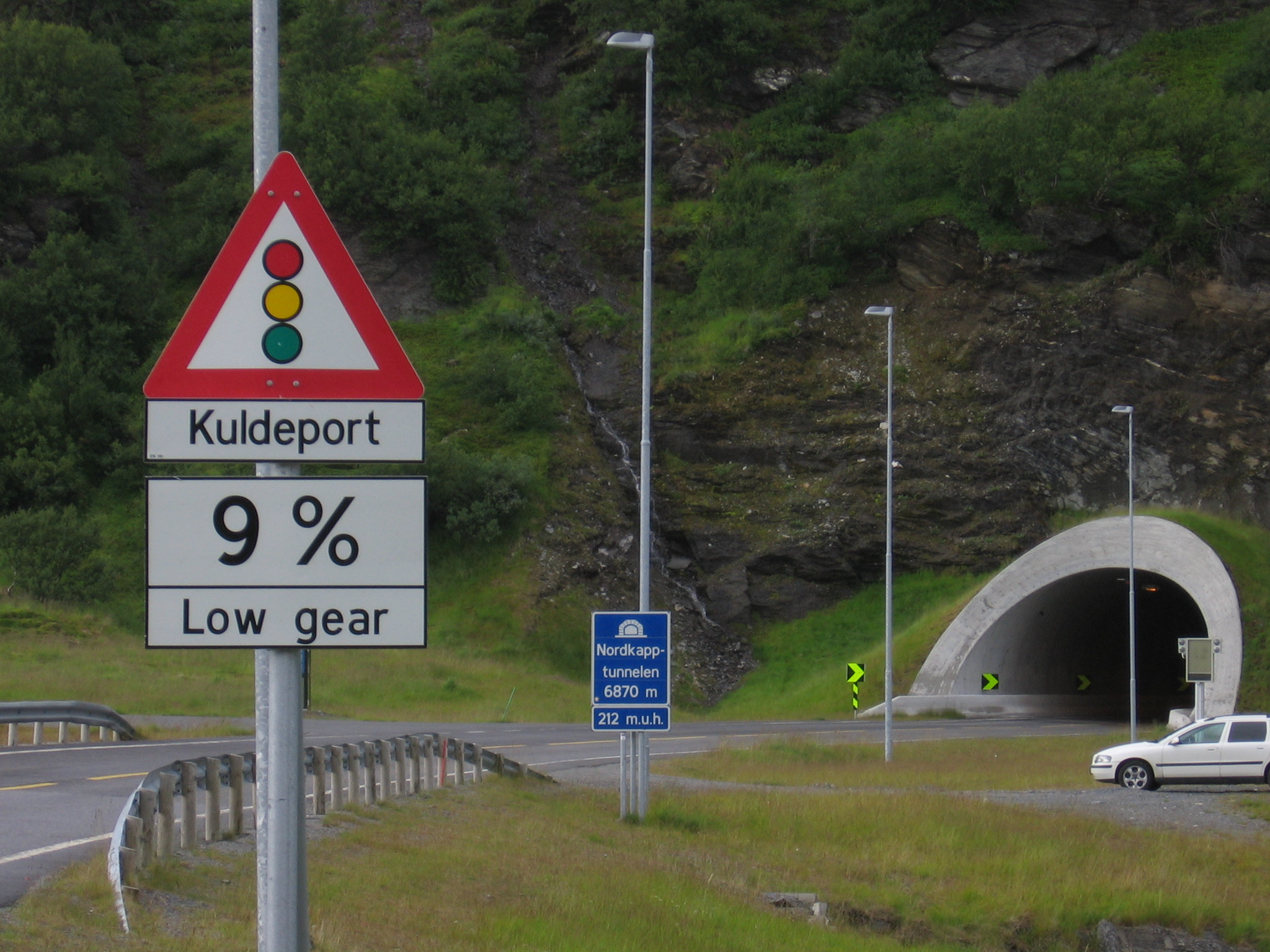
Entrada del Túnel del Cap Nord cap a Magerøya

## Articles connectats
Xarxa de carreteres europees